# 希伯伦庄园 (肯塔基州)
希伯伦庄园（英語：Hebron Estates），是美国肯塔基州的一座城市。面积约为1.6平方公里（0.6平方英里）。根据2010年美国人口普查，该市的人口为1,087人。